# Lepidium aucheri
Lepidium aucheri är en korsblommig växtart som beskrevs av Pierre Edmond Boissier. Lepidium aucheri ingår i släktet krassingar, och familjen korsblommiga växter. Inga underarter finns listade i Catalogue of Life.